# 祐竹通
祐竹通（ゆうちくとおり）は、愛知県名古屋市南区の地名。

## 地理
名古屋市南区中央部に位置する。

## 歴史

### 町名の由来
祐竹新田に由来する。祐竹新田は、1698年（元禄11年）に開発が開始された新田であるが度重なる破堤により、赤塚町嘉兵衛、納屋町庄蔵の手を経て、戸部下新田と改称された。

### 沿革
- 1939年（昭和14年）7月20日 - 南区豊田町の一部により、同区祐竹通として成立する[4]。
- 1993年（平成5年）11月22日 - 南区豊田三丁目・戸部下二丁目に編入され消滅[5]。